# Hamilton Spectator Trophy
Hamilton Spectator Trophy je ocenění udělované nejlepšímu týmu základní části Ontario Hockey League. Trofej je udělována od roku 1958.

## Vítězové
- 2017-18 – Sault Ste. Marie Greyhounds
- 2016-17 – Erie Otters
- 2015-16 – Erie Otters
- 2014-15 – Sault Ste. Marie Greyhounds
- 2013-14 – Guelph Storm
- 2012-13 – London Knights
- 2011-12 – London Knights
- 2010-11 – Mississauga St. Michael's Majors
- 2009-10 – Barrie Colts
- 2008–09 – Windsor Spitfires
- 2007–08 – Kitchener Rangers
- 2006–07 – London Knights
- 2005–06 – London Knights
- 2004–05 – London Knights
- 2003–04 – London Knights
- 2002–03 – Kitchener Rangers
- 2001–02 – Plymouth Whalers
- 2000–01 – Erie Otters
- 1999–00 – Plymouth Whalers
- 1998–99 – Plymouth Whalers
- 1997–98 – Guelph Storm
- 1996–97 – Ottawa 67's
- 1995–96 – Guelph Storm
- 1994–95 – Guelph Storm
- 1993–94 – North Bay Centennials
- 1992–93 – Peterborough Petes
- 1991–92 – Peterborough Petes
- 1990–91 – Oshawa Generals
- 1989–90 – Oshawa Generals
- 1988–89 – Kitchener Rangers
- 1987–88 – Windsor Compuware Spitfires
- 1986–87 – Oshawa Generals
- 1985–86 – Peterborough Petes
- 1984–85 – Sault Ste. Marie Greyhounds
- 1983–84 – Kitchener Rangers
- 1982–83 – Sault Ste. Marie Greyhounds
- 1981–82 – Ottawa 67's
- 1980–81 – Sault Ste. Marie Greyhounds
- 1979–80 – Peterborough Petes
- 1978–79 – Peterborough Petes
- 1977–78 – Ottawa 67's
- 1976–77 – St. Catharines Fincups
- 1975–76 – Sudbury Wolves
- 1974–75 – Toronto Marlboros
- 1973–74 – Kitchener Rangers
- 1972–73 – Toronto Marlboros
- 1971–72 – Toronto Marlboros
- 1970–71 – Peterborough TPT Petes
- 1969–70 – Montreal Junior Canadiens
- 1968–69 – Montreal Junior Canadiens
- 1967–68 – Kitchener Rangers
- 1966–67 – Kitchener Rangers
- 1965–66 – Peterborough TPT Petes
- 1964–65 – Niagara Falls Flyers
- 1963–64 – Toronto Marlboros
- 1962–63 – Niagara Falls Flyers
- 1961–62 – Montreal Junior Canadiens
- 1960–61 – Guelph Royals
- 1959–60 – Toronto Marlboros
- 1958–59 – St. Catharines Teepees
- 1957–58 – St. Catharines Teepees

### Vítězové základní části před rokem 1958
- 1956–57 – Guelph Biltmore Mad Hatters
- 1955–56 – St. Catharines Teepees
- 1954–55 – St. Catharines Teepees
- 1953–54 – St. Catharines Teepees
- 1952–53 – Barrie Flyers
- 1951–52 – Toronto Marlboros
- 1950–51 – Barrie Flyers
- 1949–50 – Toronto Marlboros
- 1948–49 – Windsor Spitfires
- 1947–48 – Windsor Spitfires
- 1946–47 – Toronto St. Michael's Majors
- 1945–46 – Toronto St. Michael's Majors
- 1944–45 – Toronto St. Michael's Majors
- 1943–44 – Oshawa Generals
- 1942–43 – Oshawa Generals
- 1941–42 – Brantford Lions
- 1940–41 – Toronto Marlboros
- 1939–40 – Oshawa Generals
- 1938–39 – Oshawa Generals
- 1937–38 – Toronto Marlboros

Výsledky před sezónou 1937–38 nejsou dostupné.